# Faithful
"Faithful" is een nummer van de Brits-Australische muziekgroep Marvin, Welch & Farrar. Het verscheen op hun titelloze debuutalbum uit 1971. In april van dat jaar werd het uitgebracht als de enige single van het album.

## Achtergrond
"Faithful" is geschreven door groepsleden Hank B. Marvin, Bruce Welch, John Farrar en geproduceerd door de gehele groep. Het nummer werd geschreven toen de band The Shadows, waar Marvin en Welch deel van uitmaakten, aan het begin van de jaren '70 korte tijd gestopt was. De twee wilden muzikaal gezien een andere weg inslaan: waar The Shadows voornamelijk instrumentale muziek speelden, kwam de nieuwe groep ook met nummers waar in gezongen wordt.
"Faithful" werd uitgebracht als de debuutsingle van Marvin, Welch & Farrar, maar werd bijna nergens een hit. Alleen in Nederland had het enig succes; zo werd het door Radio Noordzee uitgeroepen tot Treiterschijf. In navolging hiervan kwam het tot plaats 35 in de Nederlandse Top 40 en plaats 29 in de Daverende Dertig.

## Hitnoteringen

### Nederlandse Top 40
| Hitnotering: 08-05-1971 t/m 15-05-1971 | Hitnotering: 08-05-1971 t/m 15-05-1971 | Hitnotering: 08-05-1971 t/m 15-05-1971 | Hitnotering: 08-05-1971 t/m 15-05-1971 |
| Week                                   | 1                                      | 2                                      |                                        |
| -------------------------------------- | -------------------------------------- | -------------------------------------- | -------------------------------------- |
| Nummer                                 | 39                                     | 35                                     | uit                                    |

### Daverende Dertig
| Hitnotering: 15-05-1971 | Hitnotering: 15-05-1971 | Hitnotering: 15-05-1971 |
| Week                    | 1                       |                         |
| ----------------------- | ----------------------- | ----------------------- |
| Nummer                  | 29                      | uit                     |

### NPO Radio 2 Top 2000
| Nummer met noteringen in de NPO Radio 2 Top 2000 | '99  | '00 | '01  | '02  | '03  | '04  | '05  |
| ------------------------------------------------ | ---- | --- | ---- | ---- | ---- | ---- | ---- |
| Faithful                                         | 1603 | -   | 1772 | 1334 | 1532 | 1400 | 1702 |

1. ↑  Een '-' betekent dat het nummer niet was genoteerd en een vetgedrukt getal geeft de hoogste notering aan.
2. ↑  Deze tabel is bijgewerkt tot en met de laatste editie (2024).